# 柳町隆造
柳町 隆造（やなぎまち りゅうぞう、1928年8月27日 - 2023年9月27日）は、日本出身の生殖生物学者（アメリカ合衆国ハワイ州在住）。理学博士。ハワイ大学名誉教授。北海道札幌市出身（江別市生まれ）。
哺乳類の受精過程について一連の機構を明らかにした。生殖医療に広く用いられる体外受精（IVF）・顕微授精（ICSI）などの開発者として知られ、これらの技術は今日世界中で広く臨床応用されている。また哺乳類におけるクローン動物作製においてもその先駆者の一人である。1997年、世界初のクローンマウスを作製することに成功し、開発地（ハワイ大学マノア校）にちなみその方法は「Honolulu technique」と呼ばれている。最初に生まれたクローンマウスはその由来体細胞（cumulus cells: 卵丘細胞）にちなみ「Cumulina」と名付けられた。

## 来歴・人物
北海道江別市で生まれ、4歳から札幌市で育つ。長岡藩士だった祖父の代から北海道に移り、商人となった。北海道大学附属土木専門部（現・室蘭工業大学）を経て、1952年北海道大学理学部卒業。1960年理学博士（動物発生学：北海道大学）。研究職に就くことが出来なかったため、札幌市内の高校に理科教諭として就職。
1年間、高校教師を務めた後、退職し、米国のウースター財団実験生物学研究所（Shrewsbury, Massachusetts）、M. C. Chang博士の研究室にポストドクトラルフェローとして採用された。この間、Chang博士のもとでハムスターを用いた体外受精に成功、この研究は以後のヒトや他の哺乳類の体外受精法の確立に繋がる先駆的な研究であった。
1964年、北海道大学に非常勤講師として戻り、後、助教授に採用される予定であったが、教授会による選考で別の人が採用され職を得ることは出来なかった。
1966年、ハワイ大学に新設された医学部 (John A. Burns School of Medicine)に助教授として採用され、後、教授となった（解剖学・生化学・生理学・生殖生物学）。38年間にわたりハワイ大学で研究者生活を送った後、2004年末に第一戦を退き名誉教授となった。しかし、その後も若手研究者と研究生活は続けている。
博子夫人はもともと児童心理学者であった。夫と渡米の際、語学上の限界のため児童心理学の分野で職を得ることはできなかったが、電顕技術者に転向し柳町とともに仕事をしている。
2023年9月27日に死去。95歳没。

## 体細胞クローン研究
1998年に柳町の研究グループはNature誌にマウス体細胞クローンの作製についての論文を発表した。柳町はその新しい体細胞クローン作製法を、開発地にちなみ「Honolulu technique」と名付けた。最初に生まれたマウスは卵丘細胞の核を用いて作製され、卵丘細胞（cumulus cells）にちなみ「Cumulina」と名付けられた。この論文が出たときには、この新しい体細胞クローン技術を用いて3世代、50匹以上のクローンマウスが既に誕生していた。
ハワイ大学の研究室は窓の無い倉庫を改造した場所に30年以上あったが、そこから医学部に新築されたInstitute for Biogenesis Research内に異動した。この新しい研究所への異動はこれまでの地道かつ革新的な研究業績によって一層有名に成り、大型研究費が獲得できたために実現した。
柳町の研究チーム（過去の在籍者も含む）は現在まで体細胞クローン動物作製の技術革新に取り組んでいる。最初に成体の細胞由来の雄動物のクローンを発表したのは1999年だが、2004年には研究チームは雄性不妊動物からのクローン作製に取り組んだ。この不妊動物からのクローン作成技術はヒト不妊症の基礎研究に応用が期待されている。
体細胞クローンマウス作製法「Honolulu technique」はハワイ州ホノルルにあるBishop Museum とイリノイ州シカゴにあるMueum of Science and Industryで展示されている。

## 主な業績（1960年以前・以後）
柳町は哺乳類の生殖の研究を1960年（M.C. Chang博士に師事後）から始めたが、それ以前は魚類（鮭・鰊）の生殖や甲殻類（寄生性フジツボ）の性と生活史の研究を行った。
ニシンの研究では精子はCa2+濃度依存的に運動性を獲得し生殖孔から侵入し受精が成立することを発見した。寄生性フジツボ（フクロムシ）の研究では、それまで雌雄同体と思われていたこの生物の「精巣」が退化した雄であることを発見した。この発見はこの種や関連種の生活史、あるいは性の本質を理解する上で画期的なものであった。
1960年以後、柳町の業績は主に哺乳類の生殖過程の機構解析及びそれらを基盤とした生殖補助技術の開発が挙げられる。柳町の著した総説「哺乳類の受精」（In: Physiology of Reproduction, Knobil & Neill eds, Raven Press, 1994）はこの分野における古典的名著とされる。
柳町の研究グループが開発した「顕微授精」はいろいろなタイプのヒト雄性不妊症に対する有用な治療戦略となっている。その基礎研究として、柳町らは未熟な雄性配偶子（円形精細胞や精子細胞）あるいは凍結乾燥精子を用いた顕微授精を用いて世界に先駆け正常新生仔を得ることに成功している。
柳町は2005年に研究の第一戦からは退いたが、名誉教授になってからも毎日オフィスへ出勤し、哺乳類の受精・生殖、あるいは魚類・昆虫類の受精について仕事を続けた。

## 受賞等
- 日本動物学会賞 (1977; 日本)
- Research Award, Society for Study of Reproduction (1982; USA)
- University of Hawaii Regents' Medal for Excellence in Research, (1988; USA)
- Recognition Award, Serono Symposia (1989; USA)
- Marshall Medal, Society for the Study of Fertility (1994; UK)
- 国際生物学賞 (1996; 日本)
- Honorable Degree of Philosophy from the University of Rome (1997; Italy)
- Distinguished Andrologist Award, American Society of Andrology (1998; USA)
- Induction to the Polish Academy of Scicnes (1998; Poland)
- Carl G. Hartman Award, Society for the Study of Reproduction (1999; USA)
- Honorable Degree of Philosophy from the University of Pavia (1999; Italy)
- Honorary Member, European Society of Human Reproduction and Embryology (1999)
- Pioneer Award, International Embryo Transfer Society (2000)
- Induction to the National Academy of Sciences (2001; USA)
- 名誉哲学博士号、北海道大学 (2002; 日本)
- Induction to Hall of Honor, the National Institute of Child Health and Human Development (2003; USA)
- Donald Henry Barron Lecture, University of Florida (2003; USA)
- Pioneer in Reproduction Research Leadership Award(2012)
- 京都賞先端技術部門 (2023; 日本)